# Armeno
Armeno é uma comuna italiana da região do Piemonte, província de Novara, com cerca de 2.185 habitantes. Estende-se por uma área de 31 km², tendo uma densidade populacional de 70 hab/km². Faz fronteira com Ameno, Brovello-Carpugnino (VB), Colazza, Gignese (VB), Massino Visconti, Miasino, Nebbiuno, Omegna (VB), Pettenasco, Pisano.

## Demografia
| Variação demográfica do município entre 1861 e 2011                               |
|                                                                                   |
| Fonte: Istituto Nazionale di Statistica (ISTAT) - Elaboração gráfica da Wikipedia |